# Castro Valley
Castro Valley statisztikai település az USA Kalifornia államában, Alameda megyében. Lakosainak száma 66 441 fő (2020. április 1.).

## Népesség
A település népességének változása:
| Lakosok száma | 4145 | 61 388 | 66 441 |
|               | 1940 | 2010   | 2020   |